# Stagnicola catescopium
Stagnicola catescopium är en snäckart som först beskrevs av Thomas Say 1867.  Stagnicola catescopium ingår i släktet Stagnicola och familjen dammsnäckor. Inga underarter finns listade i Catalogue of Life.